# 오르나바소
오르나바소(Ossolano: Urnavass, 발저 독일어: Urnafasch)는 이탈리아 피에몬테주의 베르바노쿠시오오솔라도에 있는 코무네로, 토리노에서 북동쪽으로 약 110 킬로미터 (68 mi) 떨어져 있고 베르바니아에서 북서쪽으로 약 11 킬로미터 (7 mi) 떨어져 있다.

## 개요
오르나바소는 안촐라 도솔라, 그라벨로나 토체, 메르고초, 프레모셀로 키오벤다와 경계를 접한다. 이 지역에는 기원전 2세기부터 기원후 1세기까지 거슬러 올라가는 레폰티족-켈트족 문화의 네크로폴리스 두 곳이 있다. 14세기부터 19세기 말까지 오르나바소와 그 프라치오네인 미잔도네는 심플론 지역 이민자들의 존재로 인해 발저 독일어의 언어섬이었다. 독일 문화의 흔적은 현지 방언과 카니발 전통에 남아 있다.
제2차 세계 대전 중 오르나바소는 발토체 파르티잔 사단의 기지였다.

## 자매 도시
- 나테르스, 스위스